# Bioconjugate Chemistry (časopis)
Bioconjugate Chemistry je recenzirani naučni časopis, koji od 1990. godine objavljuje Američko hemijsko društvo. Bioconjugate Chemistry je trenutno indeksiran u sledećim arhivama: Servis hemijskih apstrakta (CAS), SCOPUS, EBSCOhost, ProQuest, Britanskа biblioteka, PubMed, i Web of Science.
Bioconjugate Chemistry je isto tako indeksiran u Biochemical Research Methods, Biochemistry i Molecular Biology, Multidisciplinary Chemistry i Organic Chemistry. Časopis ima faktor uticaja od 4.513 po izveštaju iz 2014. Journal Citation Reports koji objavljuje Tomson Reuters.
Trenutni glavni urednik je profesor Vincent M. Rotelo koji je zamenio profesora Claude F. Meares.